# Atrichum subulirostrum
Atrichum subulirostrum là một loài rêu trong họ Polytrichaceae. Loài này được Schimp. ex Besch. mô tả khoa học đầu tiên năm 1872.